# TVS 아파치
TVS 아파치(영어: TVS Apache, /əˈpætʃi/)는 TVS 모터 컴퍼니가 2005년부터 생산하는 모터사이클 브랜드이다. 2025년 현재 6백만 대 이상의 아파치 모터사이클이 도로를 달리고 있다. 현재 이 회사는 TVS 아파치의 6가지 모델을 판매하고 있다. 각 모델의 차이점은 배기량, 제공되는 옵션 및 성능 특성이다. 모터사이클 이름의 'RTR'은 '레이싱 스로틀 반응(Racing Throttle Response)'을 의미한다.

## 역사
19년간 스즈키와 협력했던 TVS는 인도에서 여러 2행정 모터사이클을 출시했다. 인도의 배출가스 규제가 변경되면서 더 연료 효율적이고 오염이 적은 4행정 모터사이클의 필요성이 갑자기 대두되었다. 그러나 당시 스즈키는 전 세계적으로 2행정 모터사이클 생산으로 유명했으며 4행정 부문에서는 강력한 R&D 능력이 없었다. 이 모든 것이 인도 시장을 위해 특별히 개발된 TVS-스즈키 피에로(TVS-Suzuki Fiero)의 2000년 늦은 출시로 이어졌다.
당시 인도에는 히어로 혼다 CBZ의 성공과 관련된 저배기량 고성능 모터사이클 시장이 떠오르고 있었다. 이 부문에서 비교적 강력한 모터사이클이었던 스즈키 피에로는 좋은 평가를 받았다. 2001년 TVS와 스즈키가 분리된 후, TVS는 피에로와 그 후속 모델을 TVS 피에로, TVS 피에로 FX라는 이름으로 계속 생산했다.
2005년, 당시 바자지 펄서가 지배하던 150 cm3 배기량 고성능 모터사이클 부문에 진출하기 위해 TVS는 TVS 아파치 시리즈 모터사이클의 첫 모델인 TVS 아파치 150 IE-서지(IE-Surge)를 출시했다. 이것은 TVS의 자체 R&D의 산물로, 기존 피에로 147 cm3 엔진에 많은 변경을 가하여 12 bhp에서 13.5 bhp로 출력 증가 및 효율성 향상을 이루었다. 디자인, 서스펜션, 제동기, 프레임 및 스타일링에도 큰 개선이 있었다. 회사는 아파치가 동급 최고의 출력 대 중량비를 가지며 그 때문에 가장 빠르다고 주장했다.
TVS 아파치의 후속 모델과 현재 모델은 동일한 플랫폼을 기반으로 하지만, 오버스퀘어 엔진, 4밸브, 밸런스 샤프트와 같은 상당한 디자인 개선과 오일 냉각, 램-에어 어시스트 냉각 (램-에어 흡입과 혼동 주의), 연료 분사와 같은 기술적 발전 및 성능 향상을 이루었다. 하지만 TVS 아파치 RR 310과 TVS 아파치 RTR 310은 예외적으로 BMW G310R의 동일 엔진 및 기술을 기반으로 한다.
2019년 2월, ABS가 장착된 아파치 RTR 160 4V 모델이 발표되었고, 2월 28일에는 구형 아파치 RTR 160의 ABS 장착 버전이 출시되었다.
2020년 1월, BSVI-준수 엔진이 탑재된 TVS 아파치 RR 310의 개정판이 인도에서 출시되었다.

## 모델
| 모델                                                                                                  | 엔진 용량 (cc) | 출력 (HP)                      | 토크 (Nm)                      | 최고 속도 (km/h) | 참고 자료     |
| --- | -------------- | ------------------------------ | ------------------------------ | ---------------- | ------------- |
| 아파치 150 IE-서지                                                                                    | 147.5          | 13.5                           | 12.3                           | 112              | [ 9 ]         |
| 아파치 RTR 160cc (ABS 모델)                                                                           | 159.7          | 15.12                          | 13.03                          | 118              | [ 18 ]        |
| 아파치 RTR 160 4V                                                                                     | 159.7          | 15.52                          | 13.9                           | 113              | [ 19 ]        |
| 아파치 RTR 160 4V EFI (ABS 모델)                                                                      | 159.7          | 15.52                          | 13.9                           | 114              |               |
| 아파치 RTR 165RP                                                                                      | 164.9          | 18.9                           | 14.2                           | 123              | [ 20 ]        |
| 아파치 RTR 180                                                                                        | 177.4          | 16.78                          | 15.5                           | 124              | [ 21 ] [ 22 ] |
| 아파치 RTR 180 ABS                                                                                    | 177.4          | 16.78                          | 15.5                           | 124              | [ 21 ] [ 22 ] |
| 아파치 RTR 200 4V                                                                                     | 197.5          | 20.5                           | 18.1                           | 127              | [ 23 ] [ 24 ] |

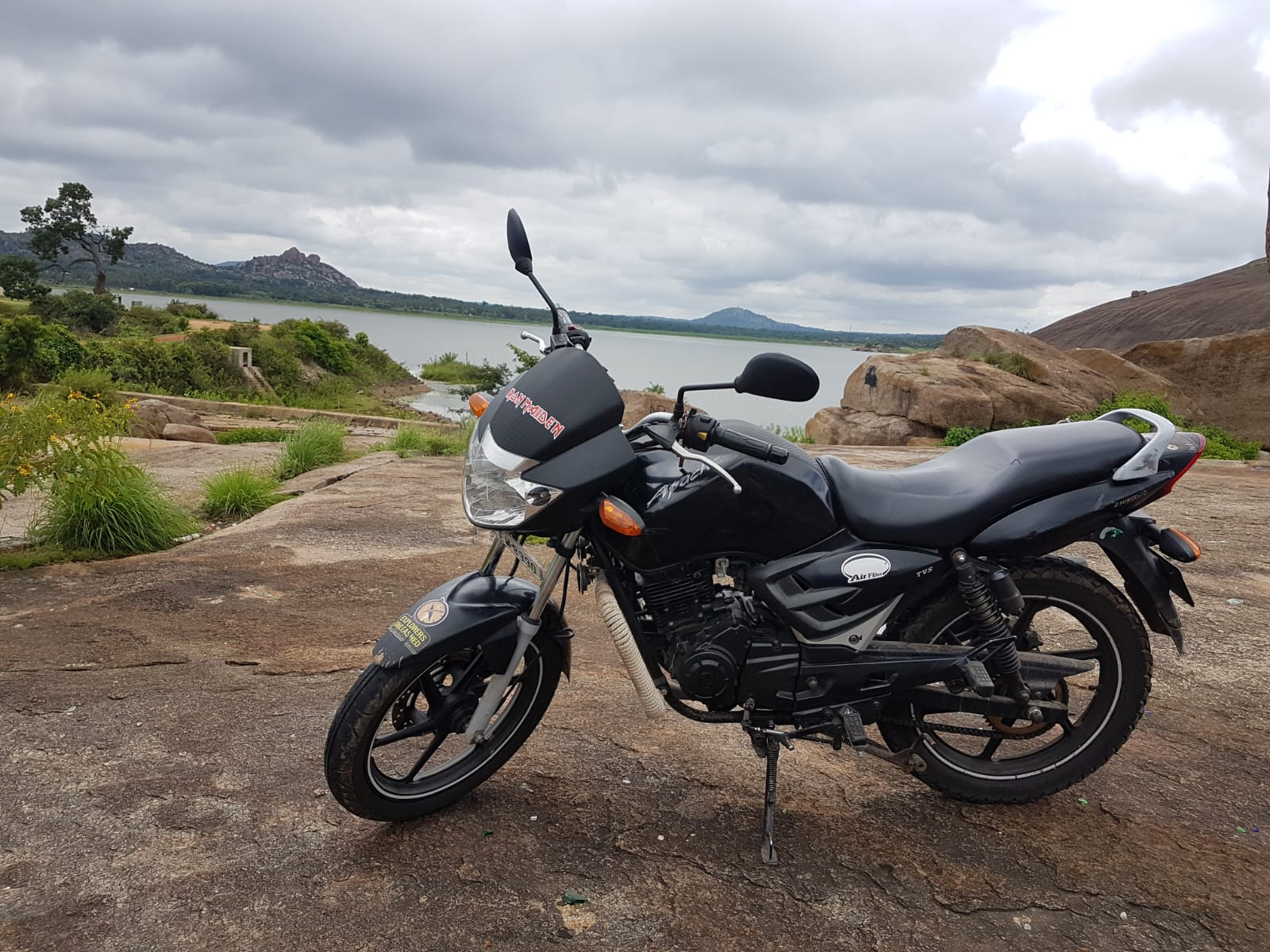
2006 아파치 150

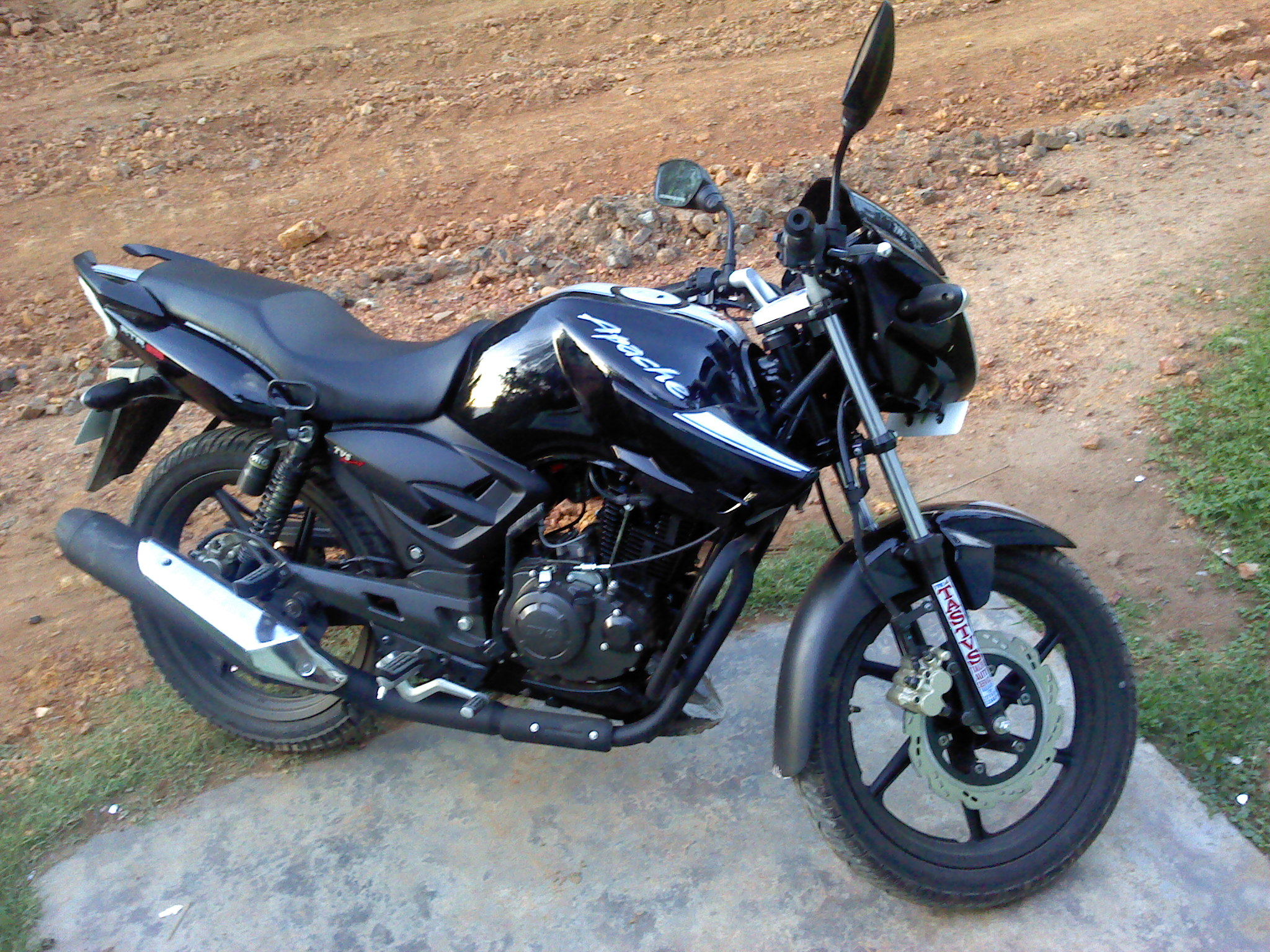
2008 TVS 아파치 RTR 160

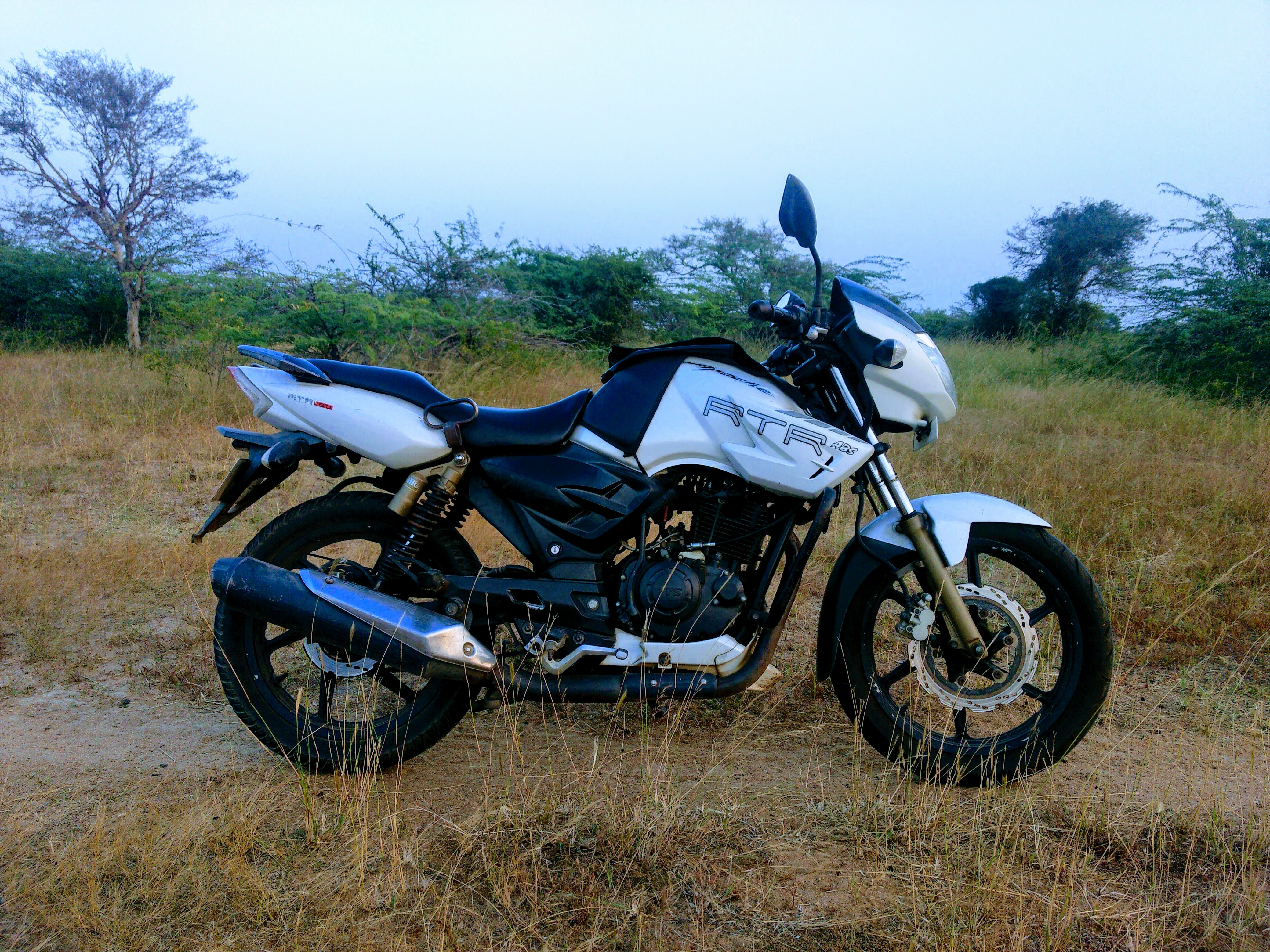
2011 TVS 아파치 RTR 180 ABS

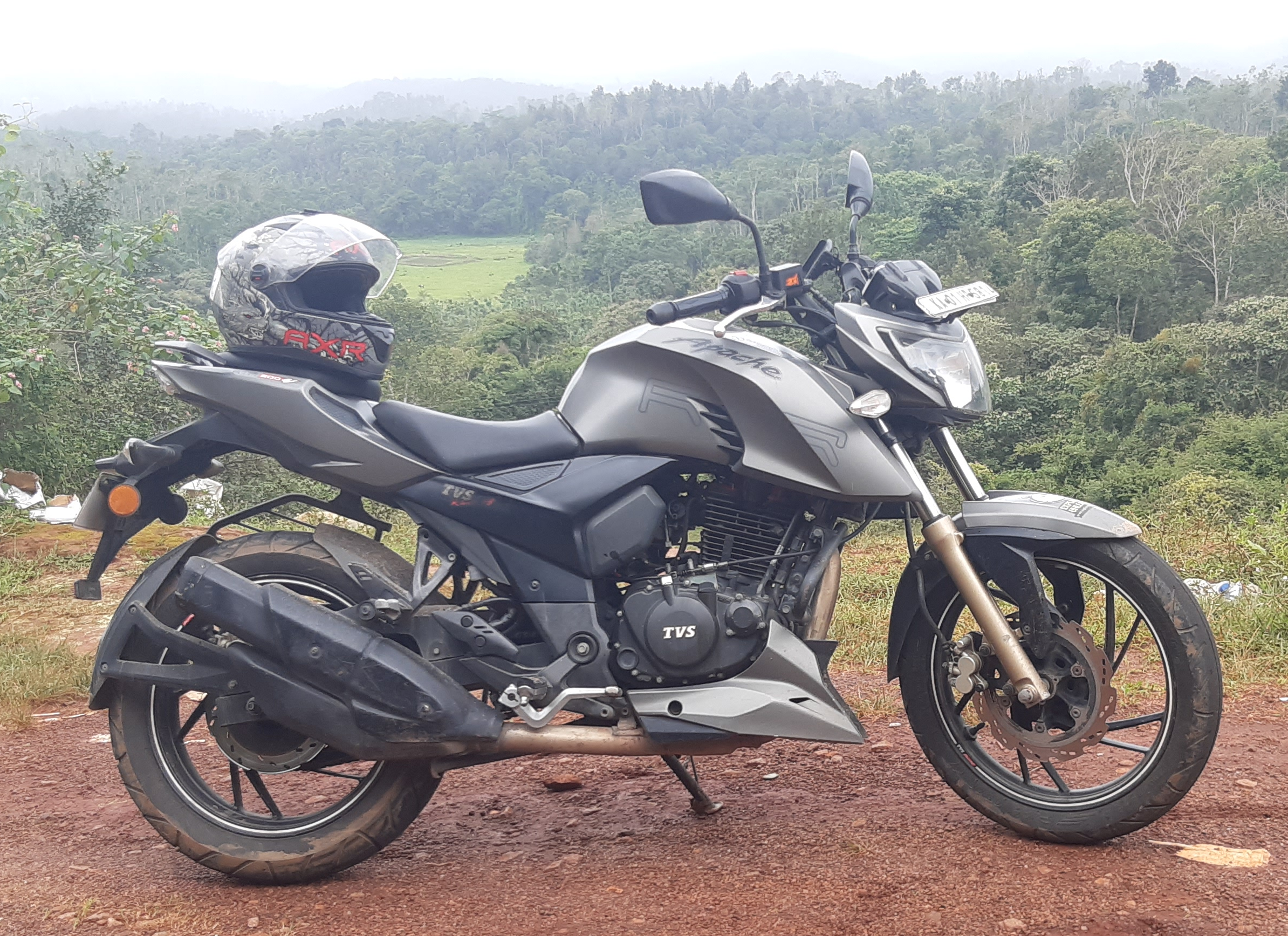
2016 TVS 아파치 RTR 200 4V

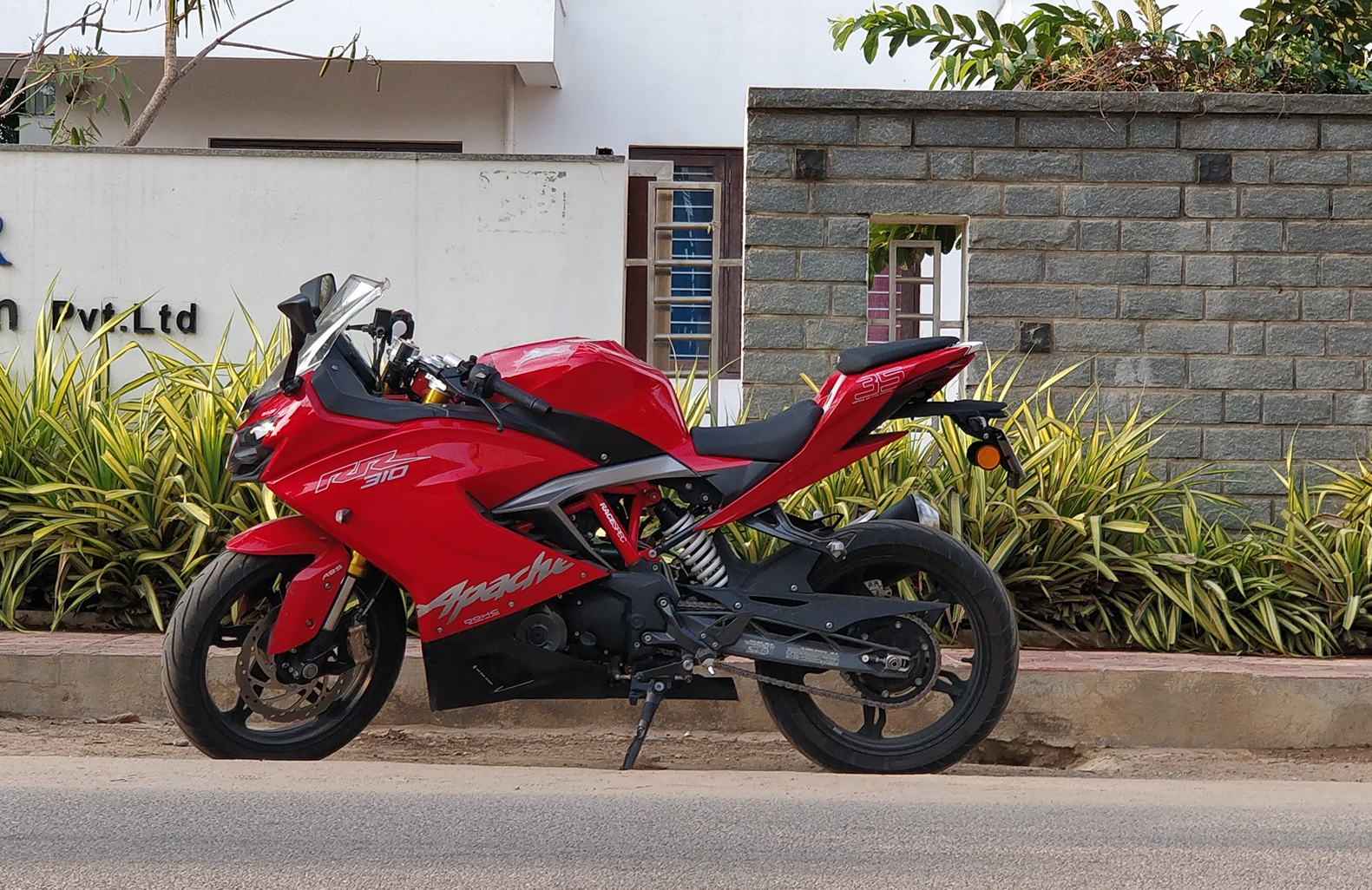
2019 TVS 아파치 RR 310

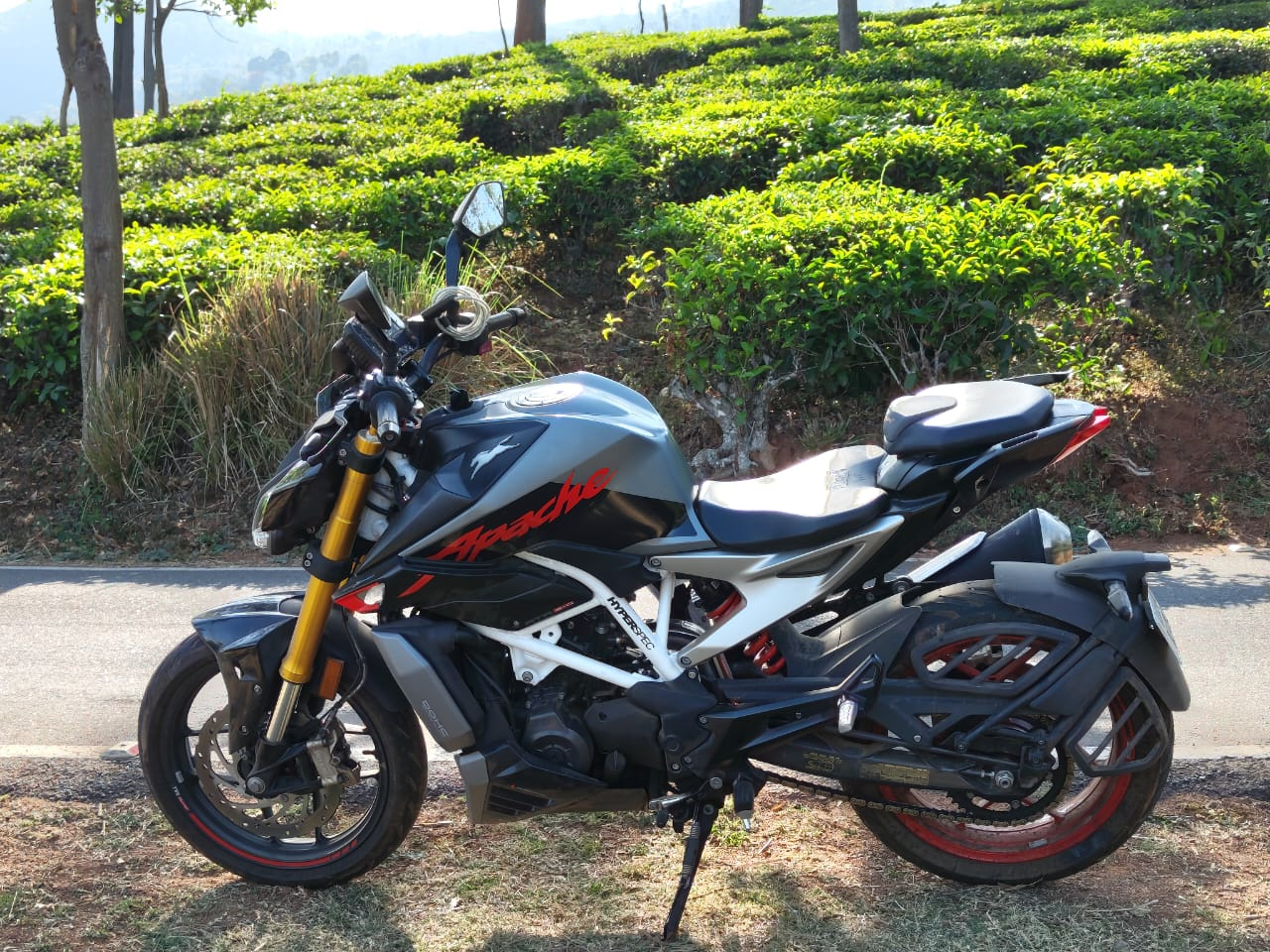
2023 아파치 RTR 310

| 아파치 RTR 200 4V 레이스 에디션 2.0 (ABS 및 비 ABS 버전 사용 가능, BS IV에서 카뷰레터 버전 사용 가능) | 197.5          | 20.5                           | 18.1                           | 127              | [ 23 ] [ 24 ] |
| 아파치 RTR 200 FI E100 (에탄올 구동)                                                                  | 197.5          | 21                             | 18.1                           | 129              | [ 25 ]        |
| 아파치 RTR 200 BS6 (ABS, 주행 모드, 프리로드 조절 가능 전후 서스펜션)                                 | 197.5          | 20.6 (스포츠), 17.5 (도심, 비) | 17.1 (스포츠), 16.5 (도심, 비) | 141              | [ 26 ]        |
| TVS 아파치 RR 310                                                                                     | 312.2          | 34                             | 27.3                           | 165              | [ 27 ]        |
| 아파치 RTR 310                                                                                        | 312.12         | 35.08                          | 28.7                           | 150              | [ 28 ]        |

- 단종됨

## 디자인 및 스타일링
아파치는 페달 디스크 브레이크를 장착한 인도 최초의 바이크로, 더 나은 열 분산을 제공하여 브레이크 페이드 현상을 줄여준다. 이 바이크는 인도에서 2륜차에 ABS를 처음 도입했다.

## 편안함 및 핸들링
2007년 리뷰에 따르면, 이 바이크는 핸들링에 최적화되어 승차감이 단단한 편이었다. 이전 버전의 아파치는 휠베이스가 1,260 mm (50 인치)로, 안정성을 희생하면서 코너링 성능을 향상시켰다. 아파치 RTR 180 ABS는 2011년에 듀얼 채널 ABS를 라인업에 추가했으며, 인도에서도 처음으로 이를 선보였다.
2020년, 모든 라인업에 BS6 준수 엔진이 출시되었으며, RTR 200 4V 및 RR 310 모델은 주행, 핸들링 및 통합 기술 면에서 상당한 개선을 보였다.

## 수상
TVS 아파치 RTR 180은 비즈니스 스탠다드 모터링 어워즈에서 올해의 고성능 바이크(2009)를 수상했다. TVS 아파치 RTR 200 4V는 2017년 NDTV 올해의 모터사이클(250cc 이하 부문)을 수상했다.